# Aichi D1A
L'Aichi D1A est un biplan biplace de bombardement en piqué embarqué japonais de l'entre-deux-guerres.

## Origine
Début 1931 la Marine impériale japonaise recherchait un biplace embarqué de bombardement en piqué capable d’être équipé d’un train terrestre ou de flotteurs. Pour répondre à cette demande Aichi Tokei Denki Seizo Co demanda à Ernst Heinkel Flugzeugwerke de dessiner et construire un appareil répondant aux besoins de la marine japonaise. Pour répondre à cette demande Heinkel dessina un biplan biplace à ailes égales décalées de structure métallique et revêtement partiellement entoilé, avec empennage classique haubané et train d’atterrissage fixe Le modèle qui en découla, le He 66, fut amené chez Aichi, qui en commença immédiatement la production sous l'appellation de D1A1. Un premier prototype HD 50W prit l’air au cours de l’été 1931, équipé de deux flotteurs et d’un moteur en ligne Junkers L 5 de 390 ch, nettement insuffisant. Équipé d’un train terrestre et d’un moteur Siemens Jupiter VI de 490 ch, le troisième prototype HD 50 fut expédié au Japon sous la désignation HD 66 avec une licence de production.

## Les versions
- Aichi AB-9 : Après livraison à Nagoya le HD 66 subit quelques modifications : Renforcement du train d’atterrissage, montage d’un moteur Nakajima Kotobuki 2 Kai 1, un 9 cylindres en étoile de 580 ch entraînant une hélice bipale[4]. Après essais comparatifs, le biplan Aichi fut retenu de préférence à ses concurrents Nakajima et Yokosuka et commandé en série fin 1934 comme bombardier embarqué de marine type 94, ou D1A1.

- Aichi D1A1 : Version de série de l’Aichi AB-9, qui se distinguait du prototype par un anneau Townend protégeant les têtes de cylindres du moteur, une légère flèche de voilure et le remplacement de la béquille arrière par une roulette non directionnelle. 162 exemplaires construits entre 1934 et 1937, soit 118 avec un Kotobuki 2 et 44 avec un Kotobuki 3 de 640 ch au décollage (715 ch à 2 800 m)[2].

- Aichi D1A2 : En 1936 Aichi proposa à la Marine japonaise une version améliorée du D1A1 portant la désignation constructeur AB-10. Ce nouvel appareil était surtout équipé d’un moteur Nakajima Hikari (en) 1 de 730 ch caréné par un capot NACA, l’apparition de carénages de roues et des pare-brises plus efficaces pour l’équipage. Cette version fut adoptée par la Marine Impériale comme bombardier embarqué de marine type 96, ou D1A2. 428 exemplaires ont été construits jusqu’en 1940[2].

## En opérations

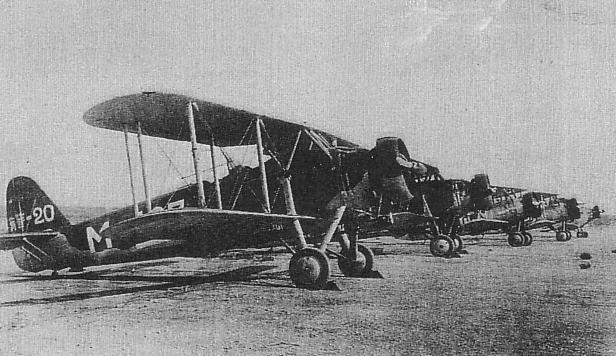
Aichi D1A de la police maritime du Mandchoukouo.

Les 12e, 13e, 14e et 15e Kokutai furent équipés de l’Aichi D1A, et opérèrent depuis les porte-avions Akagi, Kaga et Ryujo. Utilisé durant la seconde guerre sino-japonaise, cet avion est surtout connu pour avoir attaqué et coulé la canonnière américaine Panay sur le Yang Tsé Kiang le 12 décembre 1937 (3 tués, 48 blessés). Le 7 décembre 1941 restait 68 D1A2 en service dans les unités de seconde ligne de la Marine impériale, utilisés essentiellement pour l’entraînement. Ce qui n’empêcha pas les Alliés d’attribuer le nom de code Susie à ces appareils. Le D1A a été définitivement retiré de service courant 1942.
La garde côtière du Mandchoukouo a reçu une dizaine d'exemplaires qui ont été en service jusqu'en 1945.

## voir aussi

### Développement lié
- Heinkel He 50